# Бизорендки
Бизорендки (пол. Bizorędki) — село в Польше, входит в гмину Собкув Енджеювского повята Свентокшиского воеводства. 

## История
Первое упоминание о селе Бизорендки относится к XIX веку, когда оно входило в состав Мнихувского прихода в гмине Бжеги Енджеювского повята.
В 1827 году в селе насчитывалось 60 жителей и 12 домов.